# Фонтенуа (Эна)
Фонтенуа́ (фр. Fontenoy) — коммуна во Франции, находится в регионе Пикардия. Департамент коммуны — Эна. Входит в состав кантона Вик-сюр-Эн. Округ коммуны — Суассон.
Код INSEE коммуны — 02326.

## Население
Население коммуны на 2010 год составляло 494 человека.
| 1962 | 1968 | 1975 | 1982 | 1990 | 1999 | 2010 |
| ---- | ---- | ---- | ---- | ---- | ---- | ---- |
| 413  | 463  | 428  | 442  | 541  | 532  | 494  |

## Экономика
В 2010 году среди 329 человек трудоспособного возраста (15—64 лет) 241 были экономически активными, 88 — неактивными (показатель активности — 73,3 %, в 1999 году было 74,3 %). Из 241 активных жителей работали 222 человека (117 мужчин и 105 женщин), безработных было 19 (10 мужчин и 9 женщин). Среди 88 неактивных 25 человек были учениками или студентами, 39 — пенсионерами, 24 были неактивными по другим причинам.